# Darko Bratina
Darko Bratina, all'anagrafe come Diodato Bratina (Gorizia, 30 marzo 1942 – Obernai, 23 settembre 1997), è stato un politico e sociologo italiano di etnia slovena.
Teorico del cinema, tra il 1992 e il 1997 fu membro del Senato italiano.

## Biografia

### Giovinezza e ricerche intellettuali
Nacque in una famiglia di lingua slovena nella città di Gorizia. A causa delle leggi fasciste, i suoi genitori non poterono battezzarlo con un nome sloveno e venne così chiamato Diodato Bratina, che rimase il suo nome ufficiale durante tutta la sua vita. Il suo vero nome sloveno era Božidar, ma quasi sempre venne usata l'abbreviazione Darko, anche come membro del Senato italiano.
A Gorizia frequentò le scuole elementari e le scuole medie in lingua slovena (in questo periodo fu anche testimone oculare della "Domenica delle scope"), e il liceo scientifico sempre a Gorizia prima di iscriversi all'Università degli Studi di Trieste, dove studiò Ingegneria civile. Durante la sua permanenza a Trieste, si interessò di scienze sociali e filosofia. Lasciati così gli studi in ingegneria, si iscrisse all'Università degli Studi di Trento, dove studiò Sociologia presso il prestigioso Istituto Superiore di Scienze Sociali, e dove conobbe la sua futura moglie, Carmen Donini, con cui ebbe tre figli. Si laureò con una tesi dal titolo Minoranze etniche: un caso di analisi strutturale. Continuò come docente presso la Scuola di Amministrazione Aziendale della FIAT. Durante il periodo torinese, venne influenzato dalle teorie dell'intellettuale cristiano di sinistra Felice Balbo che cercava di combinare l'attivismo marxista con la dottrina di fede cattolica.
Negli stessi anni, Bratina si interessò alla teoria del cinema. Organizzò numerosi festival di cinema nelle regioni del Nord Italia (soprattutto in Veneto, Trentino e nel nativo Friuli-Venezia Giulia). Tra le varie cose, tradusse il testo Sociology of Film del sociologo canadese Ian Jarvie dall'inglese all'italiano.
A partire dalla metà degli anni Settanta, tenne il corso di Sociologia presso l'Università di Trieste e successivamente collaborò a numerosi progetti di ricerca con l'Istituto Sloveno di Ricerche (SLORI), che diresse a partire dagli anni Ottanta. In seguito alla disgregazione dell'Unione Sovietica e successivamente della Jugoslavia nel 1991, divenne un sostenitore dell'integrazione di nuovi stati membri nell'Unione europea. Dal punto di vista locale, propose la graduale unificazione amministrativa e infrastrutturale della città di Gorizia con le vicine città slovene di Nova Gorica e San Pietro-Vertoiba, attraverso la costituzione di un'area metropolitana transnazionale.

### Carriera politica
Bratina si impegnò per la prima volta in politica nel 1984, quando si candidò per il Parlamento Europeo come candidato indipendente all'interno delle liste del Partito Comunista Italiano (PCI) con il supporto dell'Unione Slovena. Sebbene non eletto, la sua candidatura fu un successo, ricevendo un alto numero di preferenze, in particolare nella regione del Friuli-Venezia Giulia. Nel 1991, entrò nelle file del Partito Democratico della Sinistra. Nelle elezioni politiche del 1992 venne eletto al Senato italiano, malgrado questa volta non supportato dall'Unione Slovena, che gli preferì un suo candidato di bandiera. Venne rieletto altre due volte, nel 1994 e nel 1996. Dal novembre 1996 fino alla sua morte avvenuta nel settembre del 1997, fu membro del Consiglio d'Europa.

### Morte
Morì a causa di un infarto durante una visita a Obernai, Francia, vicino a Strasburgo, dove aveva tenuto un discorso pubblico la mattina stessa presso il Consiglio Europeo. In seguito ad elezione suppletiva, Demetrio Volcic prese il suo posto al Senato italiano.